# Esqui aquático nos Jogos Pan-Americanos de 2023 - Truques masculino
O evento de truques masculino do esqui aquático nos Jogos Pan-Americanos de 2023 foi disputado em 22 e 23 de outubro de 2023 na Lagoa Los Morros, em San Bernardo. Um total de 12 esquiadores aquáticos de oito Comitês Olímpicos Nacionais (CON) participaram da competição.

## Calendário
Horário local (UTC−3).
| Data          | Hora  | Fase       |
| ------------- | ----- | ---------- |
| 22 de outubro | 11:10 | Preliminar |
| 23 de outubro | 15:00 | Final      |

## Medalhistas
| Ouro   | MEX Patricio Font    |
| Prata  | CAN Dorien Llewellyn |
| Bronze | CHI Matías González  |

## Resultados

### Preliminar
Cada esquiador realiza um série de figuras na água, com os oito melhores se classificando para a final. Apenas dois competidores por CON poderiam avançar.
| Pos. | Esquiador        | CON                      | Resultado | Notas |
| ---- | ---------------- | ------------------------ | --------- | ----- |
| 1    | Patricio Font    | MEX México               | 12090     | Q     |
| 2    | Martín Labra     | CHI Chile                | 12060     | Q     |
| 3    | Matías González  | CHI Chile                | 11830     | Q     |
| 4    | Dorien Llewellyn | CAN Canadá               | 10370     | Q     |
| 5    | Tobías Giorgis   | ARG Argentina            | 9510      | Q     |
| 6    | Patricio Zohar   | ARG Argentina            | 5770      | Q     |
| 7    | Carlos Lamadrid  | MEX México               | 4600      | Q     |
| 8    | Álvaro Lamadrid  | MEX México               | 3710      |       |
| 9    | Pablo Alvira     | COL Colômbia             | 3280      | Q     |
| 10   | Antonio Collazo  | ARG Argentina            | 2540      |       |
| 11   | Paolo Pigozzi    | DOM República Dominicana | 650       |       |
| 12   | Nate Smith       | USA Estados Unidos       | 80        |       |

### Final
Na final os competidores realizaram duas séries de figuras com a soma das duas definindo os medalhistas.
| Pos.              | Esquiador        | CON           | Série 1 | Série 2 | Result. |
| ----------------- | ---------------- | ------------- | ------- | ------- | ------- |
| Medalha de ouro   | Patricio Font    | MEX México    | 4650    | 7260    | 11910   |
| Medalha de prata  | Dorien Llewellyn | CAN Canadá    | 6120    | 4570    | 10690   |
| Medalha de bronze | Matías González  | CHI Chile     | 5270    | 4900    | 10170   |
| 4                 | Martín Labra     | CHI Chile     | 4920    | 5200    | 10120   |
| 5                 | Tobías Giorgis   | ARG Argentina | 4090    | 5240    | 9330    |
| 6                 | Patricio Zohar   | ARG Argentina | 3100    | 2790    | 5890    |
| 7                 | Pablo Alvira     | COL Colômbia  | 2290    | 3140    | 5430    |
|                   | Carlos Lamadrid  | MEX México    | DNS     | DNS     | DNS     |